# پوواکائو
پوواکائو (به لاتین: Povoação Velha) یک روستا در دماغه سبز است.